# Lardeira
Lardeira (llamada oficialmente San Tirso de Lardeira) es una parroquia y un lugar español del municipio de Carballeda de Valdeorras, en la provincia de Orense, Galicia.

## Toponimia
La parroquia también es conocida por el nombre de Santiso de Lardeira.

## Organización territorial
La parroquia está formada por una entidad de población:
- Lardeira

## Demografía
Gráfica demográfica del lugar y parroquia de Lardeira según el INE español:
| Gráfica de evolución demográfica de Lardeira entre 2000 y 2022 |
|                                                                |
| Datos según el nomenclátor publicado por el INE.               |